# Cerapachys australis
Cerapachys australis é uma espécie de formiga do gênero Cerapachys.